# 新SD GUNDAM外傳 鎧鬥神戰記
《新SD高達外傳 鎧鬥神戰記》是SD高達外傳第七作。
故事背景發生在《新SD GUNDAM外傳 黃金神話》之後數年、由太古時代與超越之龍對抗的古代神バロックガン，在當世再度復活、撲克的勇者被石化之後，《捷古自護編》中出場的アルガス騎士團的五名繼承者，開始踏上打敗古代神バロックガン的道路。
本作以《新機動戰記鋼彈W》為藍本，主要角色均以「人類/天使—高達騎士—機兵—鎧鬥神」的發展進化，而作品中也是首次沒有以MS族角色為中心，改以人類角色擔當主角。
鎧鬥神戰記並無沿用以往為大部份角色推出模型、Cardass為副的安排，改以Cardass為主、相對模型角色大幅減少，結果令本作銷情不振，原定四部曲作品，僅連載至第二部就被腰斬，直至2010年Cardass復刻系列推出，第四部曲「超鎧鬥神光臨」相關的44張卡片，以全新系列再次推出。
本作的機兵藍本，是來自《宇宙大帝》以及《勇者指令》。

## 各部曲故事
鎧鬥神出現
考古學者杜魯斯，在昔日為古代戰場的「機兵之谷」，發掘出古代神バロックガン，為尋找天使族的巫女解開古代神封印的關鍵，以杜魯斯為首的，乃率領「無人機．從機兵」，向ユニオン軍發動進攻。
為逃避追捕，天使族公主莉莉娜（天使リリーナ），與兄長守護天使美利安多（守護天使ミリアル）打算出走，結果被打敗，在絕境之中，美利安多的弟分希羅（守護天使ヒイロ），獲得超越之龍的力量，變身成騎士飛翼高達，繼而進化成鎧鬥神。此時，世界各地，亦陸續出現由超越之龍授了力量的機兵，向創世軍進行反擊。
超絕! 巨大變身
原本以壓倒性姿態出現的鎧鬥神飛翼以及四部機兵，在電光騎士薩古斯（電光騎士ゼクス）駕駛的雷迅將多魯基斯面前，變得不堪一擊，鎧鬥神飛翼更被石化。窮地之中，失去鎧鬥神飛翼的四騎士，達成心志合一的境界，變身成鬥神，在莉莉娜的祈願下，飛翼再次復活，同時令其真正的力量再次覺醒。
黑色鎧鬥神
五鬥神將三機兵合體而成的帝皇多魯基斯打敗，古代神將自己的魔力傳予薩古斯，變成騎士艾比安（騎士エピオン），繼而進化成鎧鬥神艾比安（鎧闘神エピオン），在交戰中，希羅得知薩古斯真正身份是兄長美利安多後被打敗。四騎士其後得到アルガス王国引導，獲得傳說中的神器以及獸機，其中騎士亞歷斯再次重現人間，令飛翼再次復活、同時將艾比安從古代神的咒語中解放出來。突然，古代神的信徒、天使多洛詩將莉莉娜擄走。
超鎧鬥神光臨
由於本作銷情不振，第四章未有推出，直到2010年Cardass復刻，第四章將會首次曝光。

## 主要人物

### ユニオン族
守護天使希羅／騎士飛翼高達／全能騎士飛翼高達／神聖騎士飛翼高達
天使公主莉莉娜的守護天使，創世軍襲擊天使族家鄉時，得到超越之龍授予力量，變身成騎士飛翼高達。後來與騎士艾比安對決時敗北後，得到騎士高達X授予「全能騎士」稱號。最終決戰時，超越之龍再次出現，並將三神器托付予希羅，令其成為「神聖騎士飛翼高達」。
鎧鬥神飛翼／真鎧鬥神飛翼／超鎧鬥神飛翼
元祖SD No.0083（騎士ウイング）/No.0088（鎧闘神ウイング）
天使希羅的靈魂力量到達極致時，進行「巨大變身」後的姿態，最初只能憑籍怒火，才可進行變身，後來在天使莉莉娜祈禱後，真鎧鬥神型態才完全覺醒，配合騎士飛翼獲得「全能騎士」力量強化後，再次向騎士艾比安挑戰。最終決戰時，得到兄長美利安多的天使力量，將潛能發揮至極限，成為超鎧鬥神飛翼。超鎧鬥神時的必殺技，為「光之劍」（サザンクロスソウル0）。
騎士死神高達
狄奧的養父，實際上曾經殺死狄奧生父的死神，得到超越之龍的力量後，才擁有高達型的身體。
冥鬥神死神／守護機神死神
元祖SD No.0084（騎士デスサイズ）
騎士死神正義之心達到極限的型態，兼有高達型態的強大力量，以及死神的特殊能力。最終決戰時，獲得法術士Nu力量，與冥獸機合體，成為「守護機神死神」。
騎士重武裝高達
由多諾華父親以鍊金術製作的人造人，得到超越之龍的力量後，才擁有高達型的身體。
機鬥神重武裝／守護機神重武裝
元祖SD No.0085（騎士ヘビーアームズ）
騎士高達重武裝正義之心達到極限的型態，兼有高達型態的強大力量，以及人造人的特殊能力。最終決戰時，獲得鬥士ZZ力量，與轟獸機合體，成為「守護機神重武裝」。
騎士沙漠高達
溫拿王国的魔神、獲得超越之龍的力量後，擁有高達型的身體
魔鬥神沙漠／守護機神沙漠
元祖SD No.0086（騎士サンドロック）
騎士沙漠高達正義之心達到極限的型態，兼有高達型態的強大力量，以及魔神的特殊能力。最終決戰時，獲得騎士亞歷斯力量，與斬獸機合體，成為「守護機神沙漠」。
騎士神龍高達
五飛召喚出來的召喚龍，獲得超越之龍的力量後，擁有高達型的身體，被五飛以兄弟兼弟子的身份養育著。
龍鬥神神龍／守護機神神龍
元祖SD No.0087（騎士シェンロン）
騎士神龍高達正義之心達到極限的型態，兼有高達型態的強大力量，以及魔神的特殊能力。最終決戰時，獲得劍士Z力量，與咬獸機護衛哪吒合體，成為「守護機神神龍」。

#### 新生アルガス騎士團
法術士狄奧
死神Deathscythe（死神デスサイズ）養育的法術士，アルガス王国中，將法術士Nu的梟之枚傳授予狄奧。
鬥士多諾華
昔日山達斯團（サーカス団）的成員，後來與重武裝一同逃走，踏上尋親的旅程。アルガス王国中，獲得鬥士ZZ授予獅子之斧。
騎士卡多魯
溫拿王国的當家，失去國家後、為了復國而到處流浪。アルガス王国中，獲得騎士亞歷斯授予引導的豎琴。
劍士五飛
劍聖波奧（ポォ）手下學習劍術的劍士，アルガス王国中、繼承劍士Z的龍之盾。
新卡片集之中，則交代四人原是アルガス騎士團轉生

#### 天界
天使莉莉娜公主
天使族公主，擁有解開古代神封印的力量，因此被創世軍追捕。
近衛師團馬格亞那克隊
鍛冶師J
四機兵博士
將四騎士的Custom機兵進行改造的四名博士，全員均是昔日アルガス王国中擔任機兵研發，後來亦擔當被破壞機兵的修復及改良工作。
引導騎士X
鎧鬥神艾比安與飛翼決戰期間出現的神秘騎士，實際上是超越之龍於超未來所帶來的勇者X（新的卡片集交代，即《SD高達聖傳》主角），向眾人授予將艾比安解放的方法。

#### 撲克騎士團（シャッフル騎士団）
騎士閃光高達
騎士多蒙
武鬥家飛龍高達
師範代蔡采
劍士玫瑰高達
剣士佐治
鬥士美國之星高達
訓練士卓波迪
重戰士金剛石高達
戰士阿爾戈
昔日與デスペリオル族交戰後，在超越之龍引導下，在各地指揮對抗創世軍的部隊，不過在古代神バロックガン的魔力下遭受石化。

#### 其他
鬥士マタドール
異能戰士軍團。

### 創世軍オズワルド
太古時代與超越之龍決戰的巨大惡魔，被超越之龍打敗後，被其封印在機兵之谷，直到杜魯斯將其發掘出來才再次甦醒，為了令自己完全復活，並建構自己的理想世界，透過杜魯斯之手建立創世軍。
名稱是來自《機動戰士GUNDAM》商品當中，較模型更早推出的超合金玩具系列「クローバーガンダム」。
守護天使 美利安多／電光騎士薩古斯／騎士艾比安高達／神風騎士WIND
天使希羅的兄長，在バロックガン的魔力洗腦後，成為電光騎士薩古斯，並與希羅交戰，之後亦變成騎士艾比安，最終清醒並變成神風騎士WIND。
考古學者杜魯斯／騎士杜魯斯
機兵之谷中進行發掘的學耆，為了個人野心而挖掘古代神，同時建立創世軍。
漫畫版中駕駛類似多魯基斯II的機兵，與古代神作戰。
雙騎士莉迪安、莉迪多
仕奉杜魯斯的孿氐姊妹、熾炎機、瀑水機操縱者。
原型是莉迪安的軍人與聖女雙重人格，本作則將雙重人格變成兩位個別角色。
騎士阿奈
天使多洛詩
雖然是天使族，卻是古代神的信徒。在艾比安從古代神力量解放後，將莉莉娜擄走。
騎士里歐
騎士艾亞尼斯
騎士特拉士
騎士派斯素
騎士多拉哥士
操面騎士比歌
操骸術士比歌II

### 機兵

#### ユニオン族
冥機兵／冥獸機
死神Deathscythe專用機兵，在雷迅機面前遭受大破，殘骸被四博士回收改造。
轟機兵Magna-arm／轟獸機
重武裝高達專用機兵，在雷迅機面前遭受大破，殘骸被四博士回收改造。
斬機兵Sand-lion／斬獸機
騎士沙漠專用機兵，在雷迅機面前遭受大破，殘骸被四博士回收改造。
咬機兵哪吒／咬獸機護衛哪吒
武鬥家神龍專用機兵，在雷迅機面前遭受大破，殘骸被四博士回收改造。
以上四機於近年推出的卡片集消失
麗機 優雅多魯基斯
杜魯斯專用機兵，漫畫版中與古代神進行決戰。

#### 創世軍オズワルド軍
雷迅機多魯基斯／雷迅將多魯基斯／重將帝皇多魯基斯
薩古斯專用機兵，後來改造成雷迅將，可與熾炎機、瀑水機合體成帝皇多魯基斯。
重將帝皇多魯基斯的合體方式，是來自經典機械人動畫《宇宙大帝》。
熾炎機韋洛特／熾炎將韋洛特
莉迪安專用機，後來改造成熾炎將。
瀑水機梅利克斯／瀑水將梅利克斯
莉迪多專用機，後來改造成瀑水將。
從機兵利古爾斯
創世軍開發的無人操縱機兵。
從機兵哈馬爾
從機兵亞爾戴巴
從機兵比斯格斯
從機兵巴利斯
從機兵亞爾比哈馬爾
騎士阿奈專用的白色哈馬爾。